# Saanich South (circonscription britanno-colombienne)
Pour les articles homonymes, voir Saanich.
Circonscription électorale provinciale du Canada
Saanich South est une circonscription provinciale de la Colombie-Britannique représentée à l'Assemblée législative de la Colombie-Britannique depuis 1991.

## Géographie
En 2020, la circonscription représente une partie de la ville de Saanich dans le district régional de la Capitale et la région métropolitaine de Victoria. 

## Liste des députés
| Législature                                                    | Années                                                         | Député                                                         | Député                                                         | Parti                                                          |
| Saanich South Circonscription issue de Saanich and the Islands | Saanich South Circonscription issue de Saanich and the Islands | Saanich South Circonscription issue de Saanich and the Islands | Saanich South Circonscription issue de Saanich and the Islands | Saanich South Circonscription issue de Saanich and the Islands |
| -------------------------------------------------------------- | -------------------------------------------------------------- | -------------------------------------------------------------- | -------------------------------------------------------------- | -------------------------------------------------------------- |
| 35e                                                            | 1991–1996                                                      |                                                                | Andrew Petter (en)                                             | Néo-démocrate                                                  |
| 36e                                                            | 1996–2001                                                      |                                                                | Andrew Petter (en)                                             | Néo-démocrate                                                  |
| 37e                                                            | 2001–2005                                                      |                                                                | Susan Brice (en)                                               | Libérale                                                       |
| 38e                                                            | 2005–2009                                                      |                                                                | David Cubberley (en)                                           | Néo-démocrate                                                  |
| 39e                                                            | 2009–2013                                                      |                                                                | Lana Popham (en)                                               | Néo-démocrate                                                  |
| 40e                                                            | 2013–2017                                                      |                                                                | Lana Popham (en)                                               | Néo-démocrate                                                  |
| 41e                                                            | 2017–2020                                                      |                                                                | Lana Popham (en)                                               | Néo-démocrate                                                  |
| 42e                                                            | 2020–2024                                                      |                                                                | Lana Popham (en)                                               | Néo-démocrate                                                  |
| 43e                                                            | 2024–en cours                                                  |                                                                | Lana Popham (en)                                               | Néo-démocrate                                                  |

## Résultats électoraux

Frontière de la circonscription en 2015.
Frontière de la circonscription en 2023.